# Верхнебелое
Ве́рхнебе́лое — село в Ромненском муниципальном округе Амурской области России (до 2020 года в Ромненском муниципальном районе).
Административный центр упразднённого Верхнебельского сельсовета. С 2015 до 2020 года в составе Поздеевского сельсовета.
Основано в 1889 году. Названо по расположению — находится в верховьях реки Белой, левого притока реки Зея.

## География
Село Верхнебелое стоит на левом берегу реки Белой (левый приток реки Зеи).
Село Верхнебелое расположено к юго-западу от районного центра Ромненского района села Ромны, автомобильная дорога идёт через Знаменку, Святоруссовку и Любимое, расстояние до райцентра — 34 км.
От села Верхнебелое на запад идёт дорога к селу и железнодорожной станции Поздеевка, расстояние — 3 км; на юг — к административному центру Октябрьского района селу Екатеринославка.
В 5 км восточнее села Верхнебелое проходит федеральная трасса Чита — Хабаровск.

## Население
| 2002 | 2010 | 2012 | 2013 | 2014 | 2015 | 2016 |
| ---- | ---- | ---- | ---- | ---- | ---- | ---- |
| 421  | ↘311 | ↘308 | ↘300 | ↘293 | ↘285 | ↘280 |
| 2017 | 2018 |      |      |      |      |      |
| ↘270 | ↘261 |      |      |      |      |      |

По данным переписи 1926 года по Дальневосточному краю, в населённом пункте числилось 109 хозяйств и 527 жителей (258 мужчин и 269 женщин), из которых преобладающая национальность — украинцы (49 хозяйств).